# Sekretarz bezpieczeństwa krajowego Stanów Zjednoczonych
Sekretarz bezpieczeństwa krajowego (ang. United States Secretary of Homeland Security) – szef Departamentu Bezpieczeństwa Krajowego USA. Sekretarz jest członkiem amerykańskiego rządu, powołuje go prezydent Stanów Zjednoczonych po zatwierdzeniu przez Senat.
Potrzeba powołania urzędu bezpieczeństwa krajowego narodziła się po zamachach 11 września 2001, które ujawniły brak koordynacji pomiędzy różnymi służbami wywiadu i bezpieczeństwa Stanów Zjednoczonych. Przed objęciem stanowiska szefa Departamentu, Tom Ridge pełnił funkcję doradcy prezydenta ds. bezpieczeństwa krajowego (Assistants to the President for the Office of Homeland Security).
Sekretarz bezpieczeństwa krajowego jest ostatni w linii sukcesji prezydenckiej.

## Lista sekretarzy
| Nr | Nazwisko               | Kadencja          | Kadencja          | Prezydent USA  |
| Nr | Nazwisko               | Od                | Do                | Prezydent USA  |
| -- | ---------------------- | ----------------- | ----------------- | -------------- |
| 1  | Tom Ridge              | 24 stycznia 2003  | 1 lutego 2005     | George W. Bush |
|    | James Loy (p.o.)       | 1 lutego 2005     | 15 lutego 2005    | George W. Bush |
| 2  | Michael Chertoff       | 15 lutego 2005    | 20 stycznia 2009  | George W. Bush |
| 3  | Janet Napolitano       | 20 stycznia 2009  | 6 września 2013   | Barack Obama   |
|    | Rand Beers (p.o.)      | 6 września 2013   | 23 grudnia 2013   | Barack Obama   |
| 4  | Jeh Johnson            | 23 grudnia 2013   | 20 stycznia 2017  | Barack Obama   |
| 5  | John F. Kelly          | 20 stycznia 2017  | 31 lipca 2017     | Donald Trump   |
|    | Elaine Duke (p.o)      | 31 lipca 2017     | 6 grudnia 2017    | Donald Trump   |
| 6  | Kirstjen Nielsen       | 6 grudnia 2017    | 10 kwietmia 2019  | Donald Trump   |
|    | Kevin McAleenan (p.o.) | 11 kwietnia 2019  | 13 listopada 2019 | Donald Trump   |
|    | Chad Wolf (p.o.)       | 13 listopada 2019 | 11 stycznia 2021  | Donald Trump   |
|    | Peter Gaynor (p.o.)    | 12 stycznia 2021  | 20 stycznia 2021  | Donald Trump   |
|    | David Pekoske (p.o.)   | 20 stycznia 2021  | 2 lutego 2021     | Joe Biden      |
| 7  | Alejandro Mayorkas     | 2 lutego 2021     | 20 stycznia 2025  | Joe Biden      |
|    | David Pekoske (p.o.)   | 20 stycznia 2025  | 25 stycznia 2025  | Donald Trump   |
| 8  | Kristi Noem            | 25 stycznia 2025  |                   | Donald Trump   |